# زبان قالمیق
زبان قالمیقی (همچنین قالموقی و کالمیکی) (به قالمیقی: Хальмг келн) زبان قوم قالمیق و از خانوادهٔ زبان‌های مغولی شاخهٔ اویرات است که در حاشیهٔ شمال غربی دریای خزر جمهوری خودمختار قالموقستان در کشور روسیه نزدیک به یکصد و هشتاد هزار تن گویشور دارد. 
این زبان آلتایی به خط سیریلیک نوشته می‌شود. در روسیه این زبان شکل استاندارد زبان اویرات محسوب می‌شود. به جز قالمیق‌های ساکن شمال غرب دریای خزر دیگر مردم اویرات روسیه در مناطق هم‌مرز با چین و مغولستان زندگی می‌کنند.